# 大通路街道
大通路街道，是中华人民共和国安徽省合肥市瑶海区下辖的一个乡镇级行政单位。

## 行政区划
大通路街道下辖以下地区：
华业社区、荻港路社区、繁昌路社区和绿苑社区。